# Dinotoperla
Genre
Dinotoperla est un genre d'insectes plécoptères de la famille des Gripopterygidae.

## Distribution
Les espèces de ce genre sont endémiques d'Australie.

## Liste des genres
Selon Plecoptera Species File :
- Dinotoperla arcuata Theischinger, 1982
- Dinotoperla bassae Hynes, 1982
- Dinotoperla brevipennis Kimmins, 1951
- Dinotoperla bunya Theischinger, 1982
- Dinotoperla cardaleae Theischinger, 1982
- Dinotoperla carnarvonensis Theischinger, 1982
- Dinotoperla carpenteri Tillyard, 1921
- Dinotoperla christinae McLellan, 1971
- Dinotoperla cobra Theischinger, 1982
- Dinotoperla dalrymple Theischinger, 1993
- Dinotoperla dolichoprocta Theischinger, 1982
- Dinotoperla duplex Theischinger, 1982
- Dinotoperla eucumbene McLellan, 1971
- Dinotoperla eungella Theischinger, 1982
- Dinotoperla evansi Kimmins, 1951
- Dinotoperla fasciata Tillyard, 1924
- Dinotoperla fontana Kimmins, 1951
- Dinotoperla hirsuta McLellan, 1971
- Dinotoperla hybrida Theischinger, 1984
- Dinotoperla inermis Theischinger, 1988
- Dinotoperla kirrama Theischinger, 1982
- Dinotoperla leonardi Theischinger, 1982
- Dinotoperla marmorata Hynes, 1976
- Dinotoperla opposita (Walker, 1852)
- Dinotoperla parabrevipennis Theischinger, 1982
- Dinotoperla pseudodolichoprocta Theischinger, 1982
- Dinotoperla schneiderae Theischinger, 1982
- Dinotoperla serricauda Kimmins, 1951
- Dinotoperla spinosa Theischinger, 1982
- Dinotoperla subserricauda Theischinger, 1988
- Dinotoperla thwaitesi Kimmins, 1951
- Dinotoperla uniformis Kimmins, 1951
- Dinotoperla vulcanica Theischinger, 1982
- Dinotoperla walkeri Dean & St. Clair, 2006
- Dinotoperla wanungra Theischinger, 1982

## Publication originale
- Tillyard, R.J. 1921 : A new classification of the Order Perlaria. Canadian Entomologist, vol. 53, p. 35-43 (texte intégral).